# Сковліц 1
Сковліц 1 (англ. Scowlitz 1) — індіанська резервація в Канаді, у провінції Британська Колумбія, у межах регіонального округу Фрейзер-Велі.

## Населення
За даними перепису 2016 року, індіанська резервація нараховувала 10 осіб. Середня густина населення становила 11,3 осіб/км².

## Клімат
Середня річна температура становить 10°C, середня максимальна – 21,1°C, а середня мінімальна – -2,2°C. Середня річна кількість опадів – 1 742 мм.
| Клімат поселення                              | Клімат поселення | Клімат поселення | Клімат поселення | Клімат поселення | Клімат поселення | Клімат поселення | Клімат поселення | Клімат поселення | Клімат поселення | Клімат поселення | Клімат поселення | Клімат поселення | Клімат поселення |
| Показник                                      | Січ.             | Лют.             | Бер.             | Квіт.            | Трав.            | Черв.            | Лип.             | Серп.            | Вер.             | Жовт.            | Лист.            | Груд.            |                  |
| Середній максимум, °C                         | 6,79             | 8,93             | 11,20            | 13,87            | 17,07            | 19,73            | 20,42            | 21,05            | 18,11            | 13,69            | 8,92             | 5,75             |                  |
| Середня температура, °C                       | 2,27             | 4,41             | 6,69             | 9,37             | 12,56            | 15,22            | 17,41            | 18,04            | 15,10            | 10,69            | 5,92             | 2,73             |                  |
| Середній мінімум, °C                          | −2,22            | −0,12            | 2,17             | 4,85             | 8,04             | 10,73            | 14,39            | 15,02            | 12,10            | 7,68             | 2,91             | −0,27            |                  |
| Норма опадів, мм                              | 241              | 158              | 153              | 127              | 97               | 86               | 59               | 59               | 83               | 181              | 279              | 219              |                  |
| Середньомісячна швидкість вітру, м/с          | 3.20             | 3.10             | 3.19             | 3.10             | 2.99             | 2.97             | 2.89             | 2.67             | 2.40             | 2.60             | 3.10             | 3.20             |                  |
| Середньомісячна сонячна радіація, кДж/м²·день | 3264             | 6305             | 10127            | 15137            | 18801            | 20361            | 21664            | 18584            | 13321            | 7246             | 3615             | 2552             |                  |
| --------------------------------------------- | ---------------- | ---------------- | ---------------- | ---------------- | ---------------- | ---------------- | ---------------- | ---------------- | ---------------- | ---------------- | ---------------- | ---------------- | ---------------- |
| Джерело:                                      |                  |                  |                  |                  |                  |                  |                  |                  |                  |                  |                  |                  |                  |